# Relations entre le Cap-Vert et la France
Les relations entre le Cap-Vert et la France caractérisent les relations internationales bilatérales entre le Cap-Vert et la France.  Les relations entre les deux pays s'entretiennent directement et via le partenariat spécial entre l’Union européenne et le Cap-Vert.

## Histoire
Le Cap-Vert ouvre son ambassade à Paris en 1996 . En 2006, un document cadre de partenariat est signé entre les deux pays, document qui vise à cadrer le développement des relations bilatérales entre le Cap-Vert et la France . En 2008, un accord bilatéral est signé sur les plans du développement et des flux migratoires ,.

## Économie
En 2016, la France exporte pour 40 millions d'euros de produits vers le Cap-Vert (contre 11 millions en 2015), ce qui fait de la France un acteur de second plan dans les importations cap-verdiennes. Les groupes Bolloré et Club Méditerranée y sont présents.
L'Agence française de développement est présente et active au Cap-Vert depuis son indépendance en 1975.